# 國語週刊
《國語週刊》是在全文皆標示注音符號的中文刊物，內容性質為教育產業，於1980年10月25日創刊，為國語週刊雜誌社所創辦。

## 外部連結
- 國語週刊 （页面存档备份，存于）